# Ольдржих I из Рожмберка
Ольдржих I из Рожмберка (чеш. Oldřich I. z Rožmberka) (ум. 4 марта 1390) — средневековый чешский аристократ из панского рода Рожмберков, вновь сосредоточивший в своих руках все рожмберкские владения после их раздела в 1374 году, один из основателей монастырей миноритов и клариссинок в Крумлове, а также монастыря августинских каноников в Тршебоне.

## Происхождение и наследование владений
Ольдржих I был четвёртым из пяти сыновей высочайшего коморника Чешского королевства Петра I из Рожмберка (ум. 1347) и его второй жены Катержины из Вартенберка (ум. 1355). Сведения о происхождении матери Ольдржиха из рода Вартенберков восходят к трудам Вацлава Бржезана, однако в сохранившихся до наших дней документах фигурирует лишь её личное имя — Катержина. После смерти Петра I в 1347 году рожмберкская доминия перешла в совместное владение четырёх его сыновей — Петра II (ум. 1384), Йошта I (ум. 1369), Яна I (ум. 1389) и Ольдржиха I (старший сын Петра Йиндржих погиб в 1346 году в битве при Креси).

## Управление родовыми владениями
Вступив в наследство Ольдржих с братьями приступили к развитию имеющихся владений и колонизации ещё не освоенных земель, для чего они основали несколько новых замков и монастырей. Первым был основан замок Дивчи-Камен, ставший центром отдельного панства. Сохранилась грамота короля Карла Люксембургского от 1 июля 1349 года, которой он высочайше дозволяет, чтобы братья Петр, Йошт, Ольдржих и Ян из Рожмберка «замок надёжный в Королевстве Чешском, Дивчи-Камен речью чешской называемый, построили и крепостными стенами, рвами, башнями и другими ограждениями его укрепить могли». В 1350 году братья совместно со своей матерью Катержиной заложили в Крумлове монастырь миноритов, а в 1361 году — женский монастырь клариссинок также в Крумлове. В 1355 году Ольдржих с братьями основали замок Гельфенбурк, ставший новым административным центром Баворовского панства, в 1359 году приобрели панство Нове-Гради, а в 1366 году — Тршебоньское панство, где
в 1367 году учредили монастырь августинских каноников.
В 1362 году король Карл разрешил братьям Рожмберкам в случае раздела между ними рожмберкской доминии взаимно наследовать друг после друга владения при отсутствии прямых наследников. Фактически это было королевским дозволением на раздел рожмберкских панств между Ольдржихом и другими братьями, однако в тот момент они этим не воспользовались. По прошествии более десяти лет Ольдржих, Петр и Ян из Рожмберка уже сами запросили у короля Чехии разрешения на раздел родовой доминии и в 1373 году получили соответствующее письменное дозволение от Карла Люксембургского, а в 1374 году ещё и от его сына Вацлава IV. После смерти Йошта I 24 июня 1369 года Ольдржих был признан главой рода Рожмберков (поскольку его старший брат Петр II был священником). В том же году братья Петр, Ольдржих и Ян заложили капеллу Святой Марии Магдалины в Витеёвице.
После смерти Йошта I из Рожмберка в 1369 году его братья Ольдржих, Петр II и Ян, предвидя возможное пресечение рода Рожмберков в мужской линии, заблаговременно урегулировали наследственные права своей сестры Мецелы и её мужа Иоганна I, ландграфа Лейхтенбергского, заключив соответствующее соглашение. Сохранилась королевская грамота от 19 января 1370 года, которой Карл Люксембургский подтвердил соглашение, заключённое между братьями Ольдржихом, Петром и Яном из Рожмберка, с одной стороны, и ландграфом Лейхтенберга Иоганном I и его сыном Сигостом — с другой, о наследовании рожмберкского домена потомками Мецелы из Рожмберка и её мужа ландграфа Иоганна I в случае вымирания мужской линии панов из Рожмберка. В 1381 году данное соглашение подтвердил король Вацлав IV.
В 1374 году был осуществлён раздел доминии Рожмберков на две части: большая часть перешла в совместное владение Петра II, пробста королевской капеллы в Пражском граде, и бездетного Яна I, а меньшая часть досталась Ольдржиху. В состав его владений вошли панства Новоградское, Хоустницкое (с Собеславом), Пршибеницкое, Вильдштейнское (на западе Чехии) и Жижелицкое (к востоку от Праги). Ранее единое обширное Пршибеницкое панство было при этом разделено на два — собственно Пршибеницкое, доставшееся Ольдржиху, и Пршибеническое панство, перешедшее во владение его братьев. В дальнейшем Ольдржих приумножил свои владения приобретением имения Мезимости (ныне часть города Весели-над-Лужници) в 1380 году (по другим данным, он приобрёл Мезимости ещё в 1369 году) и Велешинского панства в 1387 году. При этом в 1388 году Ольдржих продал свой пражский дом в Градчанах, находившийся на месте нынешнего Тосканского дворца.
После раздела рожмберкской доминии Ольдржих избрал своей резиденцией и административным центром своих владений замок Нове-Гради. Вскоре, однако, он начал обустраивать новую резиденцию в Собеславе, однако за полтора десятилетия так и не смог её достроить — своё завещание Ольдржих из Рожмберка составил в 1390 году в Нове-Гради. Его брат Петр II из Рожмберка умер 16 ноября 1384 года и этим же днём датирована грамота, выданная в Нове-Гради Ольдржихом и его сыном Йиндржихом, в которой они обязались в установленные сроки исполнить все распоряжения, пожалования и завещательные отказы, которые сделали Петр и Ян из Рожмберка в отношении своих владений, в то время, когда эти владения перейдут к Ольдржиху и его сыну по наследству. После смерти Яна I в 1389 году все панства и имения рожмберкской доминии воссоединились в руках Ольдржиха I. 16 февраля 1390 года Ольдржих составил завещание, а 4 марта того же года, в день Перенесения Святого Вацлава, умер и был похоронен в фамильной усыпальнице Рожмберков в Вышебродском монастыре. Родовой рожмберкский домен перешёл по наследству его сыну Йиндржиху III.

## Семья
Ольдржих I из Рожмберка был женат на Элишке (Альжбете) из Вартенберка (ум. 12 марта 1387), в браке с которой родились единственный сын Йиндржих III из Рожмберка, унаследовавший все фамильные владения отца, и две дочери — Анна и Анежка.